# Mazovios
Los mazovios, mazovianos, masovios o masovianos (en polaco: Mazowszanie [ˈmazɔvˈʂaɲɛ]) fueron una tribu lechita y también un grupo de cultura polaca de la región de Mazovia que hablan el dialecto polaco homónimo. Los menciona en su obra del siglo XI Néstor el cronista.
Los mazovios tuvieron una religión propia antes de convertirse al cristianismo. Quizás enterraban a los muertos en dirección a la Estrella Polar. Habitaban la región del Danubio antes de migrar a los modernos territorios polacos. Sus principales asentamientos probablemente se encontraban en la región de Płock. Eran vecinos del pueblo prusio de los galindios, de los que los separaba el río Drwęca, afluente del Vístula. Acabaron formando Polonia junto con los polanos, vislanos, cuyavianos, pomeranios y silesianos, pueblos vecinos. La unificación la llevaron a cabo los polanos, regidos por los Piast.
Para ellos se crearon u organizaron los obispados de Płock y Kruszwica en tiempos de Miecislao III el Viejo. Habitaban en la confluencia del Vístula y el Bug Occidental y se independizaron de Polonia en tiempos del rey Casimiro I.
A finales del siglo XIX, había unos ciento cinco mil de ellos en Prusia, de una población total aproximada de treinta millones de personas.
Modernamente, el término se usa para designar a los habitantes del voivodato de Mazovia de Polonia. Como la mayoría de los polacos, los masovios son fundamentalmente católicos.